# Reemplazo valvular

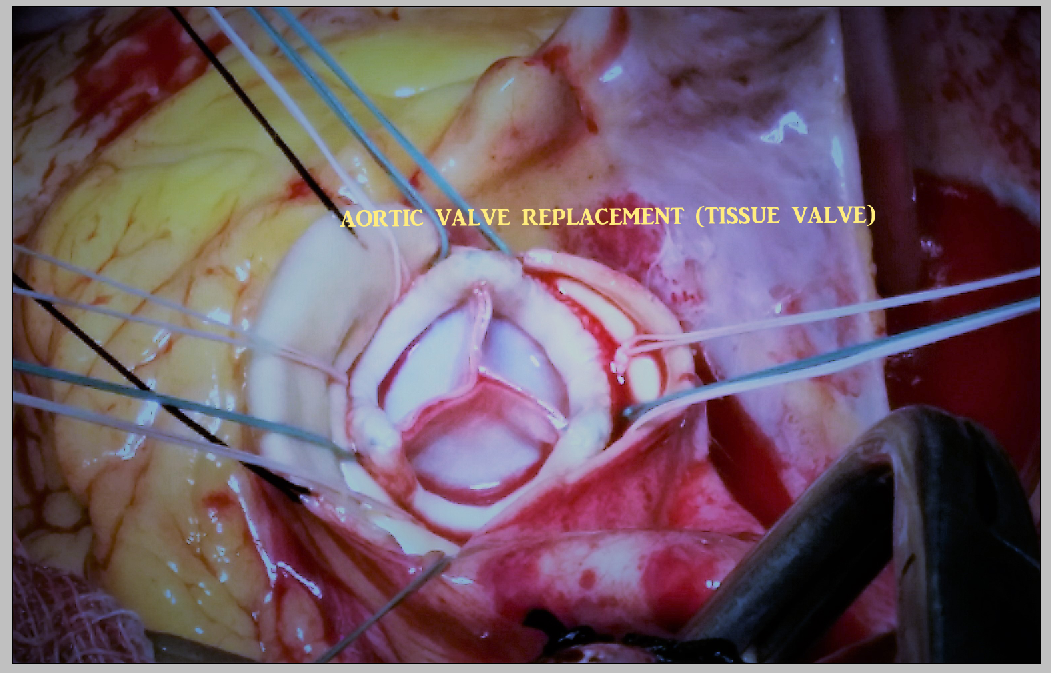
Reemplazo de válvula humana con válvula de tejido artificial

La cirugía de reparación o reemplazo valvular es una opción terapéutica para la enfermedad cardíaca valvular. Cuando las válvulas del corazón se lesionan o se enferman, pueden no funcionar correctamente. Los cuadros que pueden causar la disfunción valvular del corazón son la estenosis valvular y la insuficiencia valvular (regurgitación).
Cuando una o más válvulas se vuelven rígidas o se estenosan, el músculo cardíaco debe trabajar con más fuerza para bombear la sangre por la válvula. Algunos de los motivos por los que las válvulas del corazón se estenosan son las infecciones (como en la fiebre reumática o las infecciones por estafilococos) y el envejecimiento. 
Cuando una o varias válvulas dejan de funcionar bien (provocando pérdidas), la sangre fluye hacia atrás, con lo que se bombea menos sangre en la dirección correcta. El médico puede decidir que la(s) válvula(s) enferma(s) se debe(n) reparar o reemplazar quirúrgicamente.

## Cirugía tradicional
Tradicionalmente, la reparación o el reemplazo de las válvulas del corazón ha consistido en una cirugía a corazón abierto, lo que significa que se abre el tórax en la sala de operaciones y se detiene el corazón durante un tiempo para que el cirujano pueda reparar o reemplazar la(s) válvula(s). Para abrir el tórax, se corta el esternón por el medio y se lo separa. Una vez expuesto el corazón, se insertan tubos grandes en el corazón para que, por medio de un sistema de circulación cardiopulmonar extracorporal, se pueda bombear sangre por el cuerpo durante la cirugía. El sistema de circulación extracorporal es necesario para bombear la sangre, ya que el corazón está detenido y se mantiene inmóvil mientras el cirujano lleva a cabo el procedimiento de reparación o reemplazo valvular.

## Técnicas modernas
Se han desarrollado técnicas más novedosas y menos invasivas para reemplazar o reparar las válvulas del corazón. Los procedimientos mínimamente invasivos, en los cuales la incisión es mucho más pequeña, normalmente implican menos dolor posoperatorio e internaciones hospitalarias más breves. La valvuloplastía es otro método que se puede utilizar para tratar la estenosis valvular en algunos casos.

### Reemplazo de la válvula aórtica transcatéter o RVAT
El Reemplazo de la válvula aórtica transcatéter o RVAT, es una nueva alternativa para algunos casos de estenosis de la válvula aórtica. Este procedimiento híbrido normalmente es realizado por un cirujano cardíaco y un cardiólogo intervencionista.
La válvula enferma se puede reparar utilizando un anillo para sujetar la propia válvula del paciente, o se puede extraer toda la válvula y reemplazarla por otra artificial. Las válvulas artificiales pueden ser mecánicas (hechas de metal o plástico) o de tejido (hechas de válvulas animales o humanas que se toman de cadáveres).
Las válvulas de tejido biológico pueden llegar a durar entre 10 y 20 años. sin embargo, en los pacientes más jóvenes pueden deteriorase más rápidamente.
Actualmente se están investigando nuevas formas de preservar este tejido durante más tiempo. Uno de estos tratamientos de preservación del pericardio bovino en una válvula biológica está disponible comercialmente a día de hoy. Este tejido, llamado RESILIA™, presenta menos calcificación que el tejido de control en investigaciones con ovejas y conejos,*Sabiston (16 de diciembre de 2010). Sabiston and Spencer's Surgery of the Chest E-Book. Elsevier Health Sciences. ISBN 978-1-4557-0009-7. pero aún no hay disponible información de su durabilidad a largo plazo en pacientes humanos.
Las válvulas de tejido biológico están disponibles con o sin stent. Las válvulas con stent se pueden encontrar en tamaños de 19 a 29 milímetros. *Sabiston (16 de diciembre de 2010). Sabiston and Spencer's Surgery of the Chest E-Book. Elsevier Health Sciences. ISBN 978-1-4557-0009-7. Las válvulas sin stent se suturan directamente a la raíz aórtica y su principal ventaja es que reducen la disparidad entre el paciente y la prótesis (cuando el área de la válvula prostética es demasiado pequeña en relación con el tamaño del paciente, lo que aumenta la presión en el interior de la válvula) y pueden ser de utilidad para el manejo de raíces aórticas pequeñas. Su desventaja es que conlleva más tiempo implantarlas que las válvulas con stent. *Sabiston (16 de diciembre de 2010). Sabiston and Spencer's Surgery of the Chest E-Book. Elsevier Health Sciences. ISBN 978-1-4557-0009-7.
Los homoinjertos son válvulas aórticas de donantes humanos conservadas en criopreservación. Tienen gran biocompatibilidad pero disponibilidad limitada, especialmente en Argentina. Para los homoinjertos, muchos centros de alto volumen o cirujanos experimentados prefieren la técnica de sutura continua, en lugar de la interrumpida, para optimizar la adaptación y funcionalidad del injerto. Muestran un rendimiento hemodinámico similar al de la válvula aórtica nativa; sin embargo, la implantación quirúrgica es más desafiante

## Riesgos de las válvulas mecánicas
Las válvulas mecánicas presentan mayor riesgo de formación de coágulos sanguíneos. Los coágulos sanguíneos están formados por glóbulos rojos y plaquetas que pueden obstruir los vasos sanguíneos con graves consecuencias, por lo que las personas con un implante de válvula mecánicas deben recibir tratamiento con anticoagulantes, como warfarina, durante el resto de su vida. El tratamiento de anticoagulación hace a estas personas más susceptibles de sufrir hemorragias. Las válvulas cardiacas mecánicas también pueden ocasionar anemia hemolítica mecánica, una alteración causada por el daño que sufren los glóbulos rojos al pasar por la válvula. Los pacientes con válvulas mecánicas implantadas pueden escuchar clics cuando la válvula se cierra, lo que es molesto para algunas personas.
La elección del tipo de válvula de basa en un equilibrio entre la menor durabilidad de las válvulas biológicas y el mayor riesgo de coágulos y hemorragias de las mecánicas. Las guías de práctica clínica sugieren que la edad, el estilo de vida y la historia clínica del paciente se deben considerar en la elección. Las válvulas biológicas se deterioran más rápidamente en pacientes jóvenes y durante el embarazo, pero son preferibles para mujeres que desean tener hijos, ya que el embarazo aumenta el riesgo de coágulos. Por lo general, se recomiendan las válvulas mecánicas para pacientes menores de 60 años y las de tejido biológico para mayores de 65.